# Maryo de los Reyes
Maryo de los Reyes, właśc. Mario Margarito Jorolan de los Reyes (ur. 12 grudnia 1952 w Santa Cruz (Manila), zm. 27 stycznia 2018 w Dipolog) – filipiński reżyser telewizyjny
Karierę rozpoczął w latach siedemdziesiątych XX wieku. Zmarł po ataku serca 27 stycznia 2018 o godzinie 22:00 w Dipolog.

## Filmografia
Reżyser telewizyjny
- 2002: Habang Kapiling Ka
- 2005: Mga Anghel na Walang Langit
- 2006: Calla Lily
- 2007: Impostora
- 2008: Magdusa Ka
- 2008: Obra
- 2008: Saan Darating Ang Umaga?
- 2009: Dapat Ka Bang Mahalin?
- 2009: Rosalinda
- 2010: Gumapang Ka Sa Lusak
- 2010: Little Star
- 2011: Munting Heredera
- 2012: Biritera
- 2012: Pahiram ng Sandali
- 2013: Magkano Ba ang Pag-ibig?
- 2014: Niño
- 2015: Pari 'Koy
- 2016: Someone to Watch Over Me
- 2018: Hindi Ko Kayang Iwan Ka

Reżyser filmowy
- 1984: Bagets
- 1990: My Other Woman
- 1992: Sinungaling Mong Puso
- 1999: Linlang
- 2001: Red Diaries
- 2003: Magnifico
- 2004: Kulimlim
- 2004: Naglalayag
- 2005: Happily Ever After
- 2007: A Love Story
- 2009: Kamoteng Kahoy
- 2009: Nandito Ako Nagmamahal Sa'Yo
- 2010: I'll Be There
- 2016: The Unmarried Wife

## Nagrody
- 2004: Wygrał kryształowego niedźwiedzia dla "Best Feature Film" za film Magnifico podczas Berlińskiego Międzynarodowego Festiwalu Filmowego
- 2004:  Grand Prix Won Deutsches Kinderhilfswerk dla "Best Feature Film" za film Magnifico podczas Berlińskiego Międzynarodowego Festiwalu Filmowego
- 2004: Nagroda Specjalna Jury w kategorii "Konkurs Międzynarodowy" za film Naglalayag na Międzynarodowym Festiwalu Filmów Niezależnych w Brukseli